# Günther Clausen
Günther Clausen (* 20. Februar 1885 in Berlin; † 14. Februar 1954 in Braunschweig) war ein deutscher Grafiker.

## Leben

Braunschweiger Notgeld (1921): Vorderseite des 75-Pfennig-Scheins von Clausen gestaltet.

Clausen genoss eine Ausbildung an der Kasseler Akademie. Er war mit dem Graphiker Rudolf Sievers befreundet und mit ihm in der Wandervogelbewegung aktiv. 1909 verzog er nach Braunschweig. Gemeinsam mit Sievers entwarf er die Schnitzereien des Gestühls des Gewandhauskellers. Viele Graphiken entstanden für die Zeitschriften Wandervogel und Braunschweigische Heimat. Auch malte er den herzoglichen Regenten Johann Albrecht und dessen Ehefrau. Eine weitere Arbeit zeigt Wilhelm Raabe auf dem Totenbett.
Mit dem ihm freundschaftlich verbundenen Pastor Schomburg gründete er in Braunschweig eine Wandervogel-Gruppe. Für den Landesverein für Heimatschutz entwarf er anlässlich der Geburt eines Erbprinzen im welfischen Herzoghaus blaugelbe Vivatbänder mit aufgedruckter Zeichnung und Text, die an Schulter und Oberarm getragen wurden. Er entwarf außerdem den Braunschweiger Jugendkalender 1914, im Jahr 1915 Postkarten zu Gunsten der Kriegshilfe. 1917 wurde er Lehrer an der städtischen Handwerker- und Kunstgewerbeschule Braunschweig, wo er sich für eine volkstümliche Geschmacksbildung einsetzte.
Bekannt wurde das 1921 von ihm gestaltete Braunschweiger Notgeld mit Till-Eulenspiegel-Motiven. Sein Werk besteht vor allem aus feingliedrig gezeichneten Graphiken.
Clausen war von 1952 bis zu seinem Tod als Ratsherr der CDU im Rat der Stadt Braunschweig tätig.